# 森広泰昌
森広 泰昌（もりひろ やすまさ、1977年12月9日 - ）は、元社会人野球選手（投手）。右投右打。NTT北海道に所属していた。

## 人物・来歴
北海道出身。知内高に進学し、1年秋からベンチ入り、2年春の北海道大会では準優勝を果たすが初登板となった東海大四高に打ち込まれた。3年夏の函館支部決勝の函館商戦で9回2死までノーヒットノーラン、16奪三振を奪うなど北海道屈指の右腕に成長した。南北海道大会では前年打ち込まれた東海大四高を3安打で完封して雪辱を果たした。また函館選抜のエースとしてアメリカ代表チームとの試合で先発して5回3失点ながら11奪三振を奪った。
高校卒業時にはプロからも注目されたがドラフトで指名されずにNTT北海道に入社。高卒投手ということで最初のうちは登板機会に恵まれなかったが、1999年にNTTの再編が行われ、主力選手がNTT東日本へ統合されていったことから、NTT北海道はクラブチームとして再出発。森広は新「NTT北海道」のエースとして成長する。
NTT北海道チームの晩節にはチームの絶対的なエースとして君臨し、延長戦を完投した翌日の試合に平然と先発するなど、鉄腕ぶりを遺憾なく発揮した。NTT北海道に在籍した11年の間、自チームで4回、補強選手として3回（サンワード貿易1回、JR北海道2回）、都市対抗野球大会の舞台にも立った。
2006年シーズンをもってNTT北海道は50年の歴史に幕を下ろした。森広はその時点で29歳と社会人選手としては脂の乗った頃合いだったため、他チームへの移籍も予想されたが、本人は引退。チーム晩節で大車輪の活躍をした代償として、肩・ひじに大きな負担がかかっており、クラブチームであっても迷惑がかかるとの配慮からだった。

## 主な表彰・タイトル
- 北海道野球連盟ベストナイン（投手）　1回（2004年）

## 関連記事
- 北海道出身の人物一覧